# جرترود كلير
جرترود كلير (بالإنجليزية: Gertrude Claire)‏ هي ممثلة أمريكية، ولدت في 16 يوليو 1852 بشيكاغو في الولايات المتحدة، وتوفيت في 28 أبريل 1928 بلوس أنجلوس في الولايات المتحدة.

## وصلات خارجية
- جرترود كلير على موقع IMDb (الإنجليزية)
- جرترود كلير على موقع ألو سيني (الفرنسية)
- جرترود كلير على موقع أول موفي (الإنجليزية)
- جرترود كلير على موقع قاعدة بيانات الأفلام السويدية (السويدية)
- جرترود كلير على موقع قاعدة بيانات الفيلم (الإنجليزية)
- جرترود كلير على موقع كينوبويسك (الروسية)